# Монтагју (Тексас)
Монтагју (енгл. Montague) насељено је место без административног статуса у америчкој савезној држави Тексас.

## Демографија
По попису из 2010. године број становника је 304.
| Група             | 2000.    | 2010.       |
| Белци             | 0 (0,0%) | 275 (90,5%) |
| Афроамериканци    | 0 (0,0%) | 4 (1,3%)    |
| Азијати           | 0 (0,0%) | 0 (0,0%)    |
| Хиспаноамериканци | 0 (0,0%) | 25 (8,2%)   |
| Укупно            | 0        | 304         |